# Robin Milford

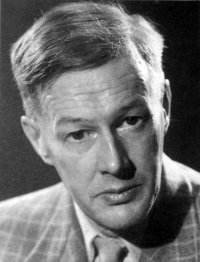
Robin Milford

Robin Milford (* 22. Januar 1903 in Oxford; † 29. Dezember 1959 in Lyme Regis, Dorset) war ein englischer Komponist.

## Leben
Robin Milford war der Sohn von Sir Humphrey Milford, dem Leiter der Musikabteilung von  Oxford University Press. Seine musikalische Ausbildung in den Fächern Klavier, Orgel, Flöte und Musiktheorie begann er an der Rugby School. Von 1921 bis 1926 studierte er am Royal College of Music in London, wo Gustav Holst und Ralph Vaughan Williams zu seinen Kompositionslehrern gehörten. Mit dem Komponisten  Gerald Finzi, den er erstmals 1929 traf, verband ihn eine lebenslange Freundschaft.
Seine ersten Kompositionen erfreuten sich großer Beliebtheit. So wurde seine Doppelfuge (op. 10) mit dem Carnegie-Preis ausgezeichnet und vom London Symphony Orchestra unter der Leitung von Ralph Vaughan Williams aufgeführt, während das Oratorium A Prophet in the Land (op. 21) seine Uraufführung 1931 im Rahmen des renommierten Three Choirs Festival in der Kathedrale von Gloucester erlebte. Zwei seiner Orchesterwerke wurden als Rundfunkübertragungen von der BBC ausgestrahlt. Neben seiner Arbeit als Komponist war Milford als Schullehrer tätig.
Nach Ausbruch des Zweiten Weltkriegs meldete er sich zunächst freiwillig für die Armee, erlitt jedoch nach einer Woche an der Front einen Nervenzusammenbruch. Nach dieser traumatischen Erfahrung zog er mit seiner Familie nach Guernsey, wo seine weitere kompositorische Tätigkeit durch den plötzlichen Unfalltod seines Sohnes und daraus resultierende tiefe Depressionen überschattet wurde. In dieser Schaffensperiode entstanden u. a. Werke wie das Orchesterstück Fishing by Moonlight (op. 96) sowie die Mass for Five Voices (op. 84), deren Erstaufführungen von Vaughan Williams und Finzi materiell und ideell unterstützt wurden und die bei Publikum und Kritikern gleichermaßen auf positive Resonanz stießen.
Als in kurzer Folge Milfords Vater, der die Publikation seiner Werke gefördert hatte, sowie seine Mentoren und Freunde Vaughan Williams und Finzi starben, erlitt er einen Rückfall in seine Depressionen und beging im Dezember 1959 mit einer Überdosis Aspirin Selbstmord.

## Musik
Milford hinterließ ein umfangreiches Œuvre bestehend aus Klavier- und Orgelwerken, Kammermusik, Orchesterwerken, Liedern, Opern und Chormusik. Die meisten seiner Kompositionen erschienen bei Oxford University Press. Stilistisch ist Milfords Schaffen typisch für die ausklingende englische Spätromantik. Diatonische Melodien und leichte Dissonanzen, die aber nie den Rahmen der Tonalität sprengen, sowie ein oft elegischer Grundton lassen den Einfluss von Holst, Vaughan Williams und Finzi erkennen. Während ein Großteil von Milfords Stücken eher konservativ geprägt ist, weisen einige nach seiner Rückkehr von der Front entstandene Vokalwerke avantgardistischere Züge auf und überraschen durch starke Dissonanzen und abrupte Stilbrüche.
Zeitgenossen empfanden Milfords Werk zumeist als altmodisch und rückwärtsgewandt. Während einige seiner Orgelstücke noch heute gelegentlich in liturgischem Rahmen erklingen, sind die viele seiner anderen Werke weitgehend vergessen. Seit der Gründung des Milford Trust (1986), der auf eine Wiederentdeckung der Musik des Komponisten hinarbeitet, wurden diverse Werke neu herausgegeben, zur Aufführung gebracht und aufgenommen. Zahlreiche Lieder und Orgelstücke sind mittlerweile auf CD eingespielt worden. Die Guildhall Strings nahmen 2004 das Orchesterwerk Fishing by Moonlight für das britische Label Hyperion auf, während eine erste Aufnahme von Milfords Chormusik mit dem Chor des Somerville College der Universität Oxford 2012 bei Stone Records erschien.

## Ausgewählte Werke
- Doppelfuge, op. 10 für Orchester (1926)
- A Prophet in the Land, op. 21, Oratorium (1929)
- Symphonie, op. 34 (1933)
- Concerto grosso, op. 46 (1936)
- Violinkonzert, op. 47 (1937)
- Four Hardy Songs, op. 48 (1938)
- A Mass for Christmas Morning, op. 84 (1947), später umbenannt in Mass for Five Voices
- Fishing by Moonlight, op. 96 für Klavier und Streichorchester (1952)
- The Scarlet Letter, op. 112, Oper (1958/59)